# Metalasia brevifolia
Metalasia brevifolia là một loài thực vật có hoa trong họ Cúc. Loài này được (Lam.) Levyns mô tả khoa học đầu tiên năm 1942.